# 第31回日劇學院賞
←第30回 - 第31回 - 第32回→
第31回日劇學院賞，針對2001年10月到12月在日本播出的連續劇做出投票與評比。

## 得獎名單

### 最優秀作品賞
1. 西洋古董洋菓子店
2. 再見小津老師
3. 半個醫生

- 讀者票：1.熱血教師；2.西洋古董洋菓子店；3.愛上大明星
- 記者票：1.西洋古董洋菓子店；2.水曜日的愛情；3.再見小津老師
- 評審票：1.西洋古董洋菓子店、半個醫生；3.再見小津老師

### 主演男優賞
1. 田村正和（再見小津老師）
2. 瀧澤秀明（西洋古董洋菓子店）
3. 長瀨智也（半個醫生）

- 讀者票：1.堂本剛（熱血教師）；2.瀧澤秀明（西洋古董洋菓子店）；3.草彅剛（愛上大明星）
- 記者票：1.田村正和（再見小津老師）；2.本木雅弘（水曜日的愛情）；3.長瀨智也（半個醫生）
- 評審票：1.田村正和（再見小津老師）；2.本木雅弘（水曜日的愛情）；3.瀧澤秀明（西洋古董洋菓子店）

### 主演女優賞
1. 藤原紀香（愛上大明星）
2. 小泉今日子（好久沒戀愛）
3. 本上真奈美（嫉妒女人香）

- 讀者票：1.藤原紀香（愛上大明星）；2.小泉今日子（好久沒戀愛）；3.内山理名（半個醫生）
- 記者票：1.藤原紀香（愛上大明星）；2.本上真奈美（嫉妒女人香）；3.小泉今日子（好久沒戀愛）
- 評審票：1.樋口可南子（最後的家族）；2.藤原紀香（愛上大明星）；3.小泉今日子（好久沒戀愛）、飯島直子（好久沒戀愛）、市川實和子（トトの世界・最後の野生児）

### 助演男優賞
1. 椎名桔平（西洋古董洋菓子店）
2. 藤木直人（西洋古董洋菓子店）
3. 渡部篤郎（北條時宗）

- 讀者票：1.田中直樹（熱血教師）；2.椎名桔平（西洋古董洋菓子店）；3.藤木直人（西洋古董洋菓子店）
- 記者票：1.渡部篤郎（北條時宗）；2.椎名桔平（西洋古董洋菓子店）；3.藤木直人（西洋古董洋菓子店）
- 評審票：1.中山裕介（再見小津老師）；2.椎名桔平（西洋古董洋菓子店）；3.藤木直人（西洋古董洋菓子店）

### 助演女優賞
1. 竹內結子（熱血教師）
2. 石田光（水曜日的愛情）
3. 徐若瑄（本家之嫁）
4. 天海祐希（水曜日的愛情）

- 讀者票：1.竹內結子（熱血教師）；2.小雪（西洋古董洋菓子店）；3.徐若瑄（本家之嫁）
- 記者票：1.石田光（水曜日的愛情）；2.川原亞矢子（嫉妒女人香）；3.天海祐希（水曜日的愛情）
- 評審票：1.徐若瑄（本家之嫁）；2.石田光（水曜日的愛情）；3.天海祐希（水曜日的愛情）

### 其他
- 主題歌賞：Mr.Children：youthful days（西洋古董洋菓子店）
- 新人俳優賞：中島美嘉（新宿傷痕戀歌）
- 最佳服裝賞：藤原紀香（愛上大明星）
- 腳本賞：野澤尚（水曜日的愛情）
- 監督賞：堤幸彦、金子文紀（半個醫生）
- 劇中音樂賞：西洋古董洋菓子店
- 卡司賞：西洋古董洋菓子店
- 片頭片尾賞：西洋古董洋菓子店
- 電視週刊特別賞：辻製菓專門學校（西洋古董洋菓子店）